# Batomys uragon
Batomys uragon — вид гризунів родини Мишевих, ендемік Філіппін. 

## Опис тварин
Гризун середнього розміру, з довжиною голови і тіла між 181 і 206 мм, довжина хвоста між 128 і 171 мм, довжина стопи між 35 і 40 мм, довжина вух між 20 і 22 мм і вага до 220 гр. Каріотип: 2n=52 FN=52.
Хутро пухнасте, спинна частина золотисто-коричневого кольору, черевна сірувато-жовтого кольору. Очі оточені кільцями голої шкіри. Вуха відносно короткі, світло-коричневі й посипані невеликим коричневим волосся. Ноги широкі. Долоні рожеві. Кігті тьмяні і в їх основі є клапоть волосся. Хвіст коротший, ніж голова і тіло, рівномірно темний і вкритий лусочками.

## Поширення
Цей вид є ендеміком гори Ісарог на острові Лусон, на Філіппінах. Він живе в гірських моховитих лісах між 1350 і 1800 метрів над рівнем моря.

## Стиль життя
Це частково деревний вид. Харчується насінням і частинами рослин.